# Lebanon (Dakota Południowa)
Lebanon – miasto w Stanach Zjednoczonych, w stanie Dakota Południowa, w hrabstwie Potter.